# الأرز بالبازلاء الهندية
الأرز بالبازيلاء الهندية:( Arroz con gandules ) هو مزيج من الأرز المطبوخ مع البازلاء الهندية مع لحم الخنزير، المطبوخ في نفس القدر مع sofrito وهو من أطباق مطبخ بورتوريكو
و هو أحد أطباق الأرز المتوقعة من المطبخ البورتوريكي. يعد الأرز بالبازيلاء الهندية جزءا من الأطباق الوطنية في بورتوريكو ويضاف إليه لحم الخنزير (لحم الخنزير المشوي)

## طريقة التحضير
يتم تقديم هذا الطبق بشكل رئيسي خلال موسم عيد الميلاد أو في المناسبات الخاصة .
```
يتميز الطبق بصوص البورتريكو الذي يستخدم كأساس في العديد من وصفات التي تتكون عادة من العناصر التالية عادة الكزبرة والبصل والثوم والفلفل الحلو  والفلفل الحار، والفليفلة .
```

```
يوم الطبخ هو الخطوة الأولى لطهي البازلاء إذا كان قد تم إعداد هذه من شكل الطازجة أو المجففة، هي، على الرغم انها متنوعة ومعلبة لكنها متاحة على نطاق واسع في الأسواق اللاتينية أو السوبر ماركت في المدن حيث توجد البورتوريكيين كبيرة.
```

```
في وعاء منفصل (مرجل) ، annatto (achiote) ، الذي يعطي الأرز ولحم الخنزير عندما يسخن اللون الأصفر / البرتقالي المميز للطبق. ثم يتم إضافة لحم الخنزير عادة في شكل لحم الخنزير الملحي، ولحم الخنزير، أو قطع للحم الخنزير. ويمكن أيضا استخدام لحم الخنزير المعجز، Salchichon (سلامي) ، longaniza ، أو chorizo وحدها أو في تركيبة.
```

يتم إضافة سوترييت سوبريتو أيضا في الزيت لإطلاق
رائحتها ويتم طهيها حتى يتبخر معظم الماء مع التحريك بلطف. ثم يتم إضافة الزيتون، ونبات الكبر، وصلصة الطماطم، وأوراق الغار ويتم طهيها حتى تصبح الصلصة سميكة إلى معجون. يتم إضافة الأرز والبازلاء، والملح، والفلفل الأسود، والكمون، وbrujo توابل في بعض الوصفات وبذور الكزبرة ويحرك حتى ذلك الحين حبة الأرز كل والمغلفة مع sofrito. ثم يسكب مرق أو ماء في الوعاء ويطهى على نار عالية ثم ينزلق بمجرد بدء الغليان ويغطى بورق الشجر وغطاء. في الريف يتم طهيها على نار مفتوحة.
```
ملاحظة: يعتقد أن البازلاء الهندية تحتوي على محتوى الحديد أعلى من والصوديوم في طهيها
```